# Бентонвил (Арканзас)
Бентонвил (енгл. Bentonville) град је у америчкој савезној држави Арканзас.

## Демографија
По попису из 2010. године број становника је 35.301, што је 15.571 (78,9%) становника више него 2000. године.
| Група             | 2000.          | 2010.          |
| Белци             | 17.346 (87,9%) | 27.193 (77,0%) |
| Афроамериканци    | 174 (0,9%)     | 876 (2,5%)     |
| Азијати           | 473 (2,4%)     | 2.936 (8,3%)   |
| Хиспаноамериканци | 1.198 (6,1%)   | 3.074 (8,7%)   |
| Укупно            | 19.730         | 35.301         |